# La bambola di cera
La bambola di cera (The Psychopath) è un film britannico del 1966 diretto da Freddie Francis.

## Trama
Quattro uomini vengono barbaramente assassinati da un misterioso omicida il quale, dopo aver compiuto l'assassinio, lascia vicino al corpo una piccola bambola somigliante alla vittima. Il commissario Holloway indaga sugli omicidi. La maggiore sospettata è Lady Von Sturm. La donna, a seguito di vecchie false testimonianze delle vittime, si vide deportare ed uccidere il marito durante l'ultima guerra mondiale. La donna, però, soffre di una paralisi alle gambe (di origine mentale) che la immobilizza su una sedia a rotelle, dunque è difficile pensare che possa avere assassinato i quattro uomini. Louise Saville, figlia di Frank Saville (una delle vittime), indaga sull'omicidio del padre insieme al giovane fidanzato, Donald Loftis. In un crescendo di tensione gli omicidi proseguono e a cadere sotto i colpi dell'assassino è Gina, giovane commessa di un negozio di bambole. Anche di fianco al corpo di Gina viene rinvenuta una bambola a lei somigliante.
L'ispettore Holloway scampa miracolosamente ad un agguato: una piccola bomba esplode nella sua macchina. È riuscito a sopravvivere perché, dopo aver visto una bambola a lui somigliante sul suo sedile, era corso ai ripari. Lady Von Sturm è una grande appassionata di bambole e, anche per questo, la polizia è sempre più convinta che la donna sia coinvolta nella losca vicenda. Solo al termine si scoprirà che l'assassino è Mark Von Sturm, figlio di Lady Von Sturm. Mark aveva agito al fine di ereditare il patrimonio di famiglia, perché sapeva che la madre non lo avrebbe reclamato; quindi aveva agito per far incolpare la madre e liberarsi di lei. A smascherare Mark è l'ispettore Holloway. L'assassino, vistosi scoperto, aggredisce il commissario ma, dopo una zuffa furibonda, Mark cade da una impalcatura finendo prigioniero di una serie di catene che gli spezzano la spina dorsale. L'ispettore era in stato di incoscienza, non può conoscere ciò che è successo a Mark, che sembra essere scomparso. D'accordo con la polizia, Loiuse si reca da Lady Sturm. Giunta sul luogo, Louise chiede notizie di Mark e la donna, in stato di grossa agitazione, la accompagna in una piccola stanza. Nella stanza, Louise, rinviene una bambola a lei stessa somigliante. Lady Von Sturm spiega a Louise che Mark voleva ucciderla e, per questo, aveva già preparato la bambola da lasciare vicino al corpo di Loiuse.
La sig.ra Von Sturm è pienamente consapevole dei misfatti del figlio ma, con grande veemenza, comunica a Louise di averlo già perdonato. Mark giace seduto su una sedia, all'interno della piccola stanza dove Louise e Lady Von Sturm stanno conversando, nascosto dietro un paravento. Lady Von Sturm ha recuperato il figlio, lo ha truccato come una bambola e da qui in avanti ha intenzione di tenerlo sempre con sé: Mark sarà la bambola viva di Lady Von Sturm. Louise inorridisce davanti al macabro spettacolo e Lady Von Sturm, ripreso il controllo delle gambe, cerca di aggredire e uccidere Louise che, ora come ora, rappresenta un pericolo fortissimo per la donna: quel pericolo che potrebbe allontanarla da suo figlio, ormai infelice e completamente paralizzato ma più che mai vicino a lei. Nel tentativo di aggredire Louise, Lady Von Sturm precipita da una serie di ripide scale, rimanendo immobile, forse morta. La polizia interviene immediatamente, anche se ormai madre e figlio sono stati resi inoffensivi.

## Distribuzione
La pellicola è uscita nelle sale cinematografiche il 20 maggio 1966.